# 2010 en boxe anglaise
| Années de la boxe anglaise : 2007 - 2008 - 2009 - 2010 - 2011 - 2012 - 2013    |
| Décennies de la boxe anglaise : 1980 - 1990 - 2000 - 2010 - 2020 - 2030 - 2040 |

Résumé de l'année 2010 en boxe anglaise.

## Boxe professionnelle

### Janvier
- 09/01/10 : Robert Stieglitz (37-2, 23 KO), champion WBO poids super moyens bat au 5e round Ruben Eduardo Acosta (23-4-5, 7 KO).
- 11/01/10 : Juan Carlos Salgado (21-1-1, 15 KO), champion WBA poids super plumes, s'incline au 12e round face à Takashi Uchiyama (14-0, 11 KO).
- 23/01/10 : Brian Viloria (26-3, 15 KO), champion IBF poids mi mouches, perd sa ceinture face à Carlos Tamara (21-4, 15 KO) par arrêt de l'arbitre au 12e round.
- 23/01/10 : Juan Manuel Lopez (28-0, 25 KO) s'empare du titre de champion WBO poids plumes en battant au 7e round Steven Luevano (37-2-1, 15 KO).
- 29/01/10 : Gabriel Campillo (19-3, 6 KO), champion WBA poids mi lourds, perd son titre aux points face à Beibut Shumenov (9-1, 6 KO).
- 30/01/10 : Sebastian Sylvester (33-3, 16 KO), champion IBF poids moyens, conserve son titre face à Billy Lyell (21-8, 4 KO) par jet de l'éponge au 10e round.
- 30/01/10 : Jorge Arce (53-6-1, 40 KO) remporte le titre vacant WBO poids super mouches en battant Angky Angkota (23-5, 14 KO) aux points par décision technique au 7e round à la suite d'un choc de têtes.
- 30/01/10 : Román González (25-0, 21 KO), champion WBA poids pailles, stoppe au 4e round Ivan Meneses (14-6-1, 8 KO).

### Février
- 06/02/10 : Edwin Valero (27-0, 27 KO), champion WBC poids mi lourds, bat par abandon au 9e round Antonio DeMarco (23-2-1, 17 KO).
- 07/02/10 : Denkaosan Kaovichit (48-2-1, 20 KO), champion WBA poids mouches, perd son titre aux points face à Daiki Kameda (16-2, 11 KO).
- 13/02/10 : Fernando Montiel (40-2-2, 30 KO), champion WBO poids coqs, conserve son titre en battant par KO au 1er round Ciso Morales (14-1, 8 KO).
- 20/02/10 : Elio Rojas (22-1, 13 KO), champion WBC poids plumes, domine aux points Guty Espadas Jr. (45-8, 28 KO).
- 20/02/10 : Giovanni Segura (23-1-1, 19 KO), champion WBA poids mi mouches, bat par arrêt de l'arbitre au 4e round Walter Tello (14-4, 6 KO).
- 27/02/10 : Rodel Mayol (26-4-2, 20 KO), champion WBC poids mi mouches, et Omar Nino Romero (28-3-2, 11 KO) font match nul.
- 27/02/10 : Marvin Sonsona (14-1-1, 12 KO) s'incline par KO à la 4e reprise contre Wilfredo Vázquez Jr. (18-0-1, 15 KO) pour le titre vacant WBO poids super coqs.

### Mars
- 06/03/10 : Vic Darchinyan (34-2-1, 27 KO), champion WBA et WBC poids super mouches, domine aux points Rodrigo Guerrero (13-2-1, 9 KO).
- 06/03/10 : Devon Alexander (20-0, 13 KO), champion WBC poids super légers, bat au 8e round Juan Urango (22-3-1, 17 KO) et s'empare de sa ceinture IBF.
- 13/03/10 : Marco Huck (28-1, 21 KO), champion WBO poids lourd légers, bat au 3e round Adam Richards (23-3, 15 KO).
- 13/03/10 : Manny Pacquiao (51-3-2, 38 KO), champion WBO poids welters, domine aux points Joshua Clottey (35-4, 20 KO).
- 13/03/10 : Humberto Soto (51-7-2, 32 KO) s'empare du titre vacant WBC poids légers en battant aux points David Diaz (35-3-1, 17 KO).
- 20/03/10 : Wladimir Klitschko (54-3, 48 KO), champion IBF et WBO poids lourds, bat par KO au 12e round Eddie Chambers (35-2, 18 KO).
- 26/03/10 : Raúl García (27-1-1, 16 KO), champion IBF poids pailles, s'incline aux points contre Nkosinathi Joyi (26-0, 15 KO).
- 27/03/10 : Andre Direll (19-1, 13 KO) inflige sa 1re défaite à Arthur Abraham (31-1, 25 KO)  dans le cadre du tournoi des super moyens par disqualification au 11e round.
- 27/03/10 : Steve Molitor (32-1, 12 KO) s'empare du titre vacant de champion du monde poids super coqs IBF en battant aux points Takalani Ndlovu (30-6, 18 KO).
- 27/03/10 : Anselmo Moreno (29-1-1, 10 KO), champion WBA poids coqs, conserve aux points sa ceinture aux dépens de Nehomar Cermeno (19-1, 11 KO).
- 27/03/10 : Pongsaklek Wonjongkam (75-3-1, 39 KO) s'empare du titre de champion WBC poids mouches en dominant aux points Koki Kameda (22-1, 14 KO).
- 27/03/10 : Oleydong Sithsamerchai (34-0, 12 KO), champion WBC poids pailles, s'impose aux points face à Yasutaka Kurouki  (23-4-1, 15 KO).

### Avril
- 03/04/10 : David Haye (24-1, 22 KO), champion WBA poids lourds, conserve son titre face à John Ruiz (44-9-1, 30 KO) par arrêt de l'arbitre à la 9e reprise.
- 09/04/10 : Jan Zaveck (28-1, 16 KO), champion IBF poids welters, bat au 12e round Rodolfo Ezequiel Martinez (36-4-1, 13 KO).
- 09/04/10 : Simphiwe Nongqayi (16-0-1, 6 KO), champion IBF poids super mouches, fait match nul contre Malik Bouziane (13-1-1, 1 KO).
- 10/04/10 : Andre Berto (26-0, 20 KO), champion WBC poids welters, bat au 8e round Carlos Quintana (27-3, 21 KO).
- 17/04/10 : Robert Stieglitz (38-2, 23 KO), champion WBO poids super moyens, conserve aux points sa ceinture face à Eduard Gutknecht (18-1, 7 KO).
- 17/04/10 : Kelly Pavlik (36-2, 32 KO), champion WBC & WBO poids moyens, s'incline aux points contre Sergio Gabriel Martinez (45-2-2, 24 KO).
- 17/04/10 : Lucian Bute (26-0, 21 KO), champion IBF poids super moyens, bat par arrêt de l'arbitre au 3e round Edison Miranda (33-5, 29 KO).
- 24/04/10 : Jürgen Brähmer (36-2, 29 KO), champion WBO poids mi lourds, bat au 5e round Mariano Nicolas Plotinsky (16-4, 8 KO).
- 24/04/10 : Chris Arreola (28-2, 25 KO) s'incline aux points face à Tomasz Adamek (41-1, 27 KO).
- 24/04/10 : Carl Froch (26-1, 20 KO), champion WBC poids super moyens, perd son titre aux points contre Mikkel Kessler (43-2, 32 KO).
- 30/04/10 : Hozumi Hasegawa (28-3, 12 KO), champion WBC poids coqs, perd sa ceinture face à Fernando Montiel (41-2-2, 31 KO) par arrêt de l'arbitre au 4e round.
- 30/04/10 : Toshiaki Nishioka (36-4-3, 22 KO), champion WBC poids super coqs, bat à la 5e reprise Balweg Bangoyan (15-1, 7 KO).

### Mai
- 01/05/10 : Shane Mosley (46-6, 39 KO), champion WBA poids welters, s'incline aux points contre Floyd Mayweather Jr. (41-0, 25 KO).
- 01/05/10 : Marco Huck (29-1, 22 KO), champion WBO poids lourd légers, bat par abandon au 9e round Brian Minto (34-4, 21 KO).
- 14/05/10 : Sergiy Dzinziruk (37-0, 23 KO), champion WBO poids super welters, bat au 10e round Daniel Dawson (34-2, 24 KO).
- 15/05/10 : Cristóbal Cruz (39-12-2, 23 KO), champion IBF poids plumes, perd son titre aux points contre Orlando Salido (34-10-2, 22 KO) par décision partagée.
- 15/05/10 : Omar Andrés Narváez (32-0-2, 19 KO) devient champion WBO poids super mouches en battant aux points Everth Briceno (32-6-1, 26 KO).
- 15/05/10 : Humberto Soto (52-7-2, 32 KO), champion WBC poids légers, bat aux points Ricardo Dominguez (31-6-2, 19 KO).
- 15/05/10 : Amir Khan (23-1, 17 KO), champion WBA poids super légers, conserve son titre par arrêt de l'arbitre au 11e round face à Paul Malignaggi (27-4, 5 KO).
- 15/05/10 : Krzysztof Wlodarczyk (43-2-1, 32 KO) remporte la ceinture WBC poids lourd légers vacante en battant au 9e round Giacobbe Fragomeni (26-3-1, 10 KO).
- 16/05/10 : Takashi Uchiyama (15-0, 12 KO), champion WBA poids super plumes, conserve sa ceinture par arrêt de l'arbitre au 6e round face à Angel Granados (18-9, 8 KO).
- 22/05/10 : Yonnhy Pérez (20-0-1, 14 KO), champion IBF poids coqs, fait match nul contre Abner Mares (20-0-1, 13 KO).
- 22/05/10 : Rafael Márquez (39-5, 35 KO) bat au 3e round Israel Vázquez (44-5, 32 KO).
- 22/05/10 : Vitali Tajbert (20-1, 6 KO), champion WBC poids super plumes, bat aux points Hector Velazquez (51-15, 2 KO).
- 29/05/10 : Carlos Támara (21-5, 15 KO), champion IBF poids mi mouches, perd sa ceinture aux points par décision partagée contre Luis Alberto Lazarte (47-9-1-1, 18 KO).
- 29/05/10 : Román Martínez (24-0-1, 15 KO), champion WBO poids super plumes, bat par KO au 4e round Gonzalo Munguia (17-6-3, 13 KO).
- 29/05/10 : Wilfredo Vázquez Jr. (19-0-1, 16 KO), champion WBO poids super coqs, conserve son titre par KO au 10e round face à Zsolt Bedak (15-1, 5 KO).
- 29/05/10 : Vitali Klitschko (40-2, 38 KO), champion WBC poids lourds, bat par arrêt de l'arbitre à la 10e reprise Albert Sosnowski (45-3-1, 27 KO).

### Juin
- 05/06/10 : Yuri Foreman (28-1, 8 KO), champion WBA poids super welters, s'incline au 9e round face à Miguel Angel Cotto (35-2, 28 KO).
- 05/06/10 : Sebastian Sylvester (33-3-1, 16 KO), champion IBF poids moyens, fait match nul contre Roman Karmazin (40-3-2, 26 KO).
- 05/06/10 : Steve Cunningham (23-2, 12 KO) bat Troy Ross (23-2, 16 KO) et s'empare du titre vacant de champion IBF poids lourd légers.
- 12/06/10 : Ivan Calderon (34-0-1, 6 KO), champion WBO poids mi mouches, conserve sa ceinture en battant aux points Jesus Iribe (15-6-5, 9 KO).
- 12/06/10 : Julio César Miranda (32-1-5, 25 KO) s'empare du titre vacant de champion WBO poids mouches en stoppant au 5e round Richie Mepranum (22-3-1, 5 KO).
- 19/06/10 : Andre Ward (21-0, 13 KO), champion WBA poids super moyens, bat aux points Allan Green (29-2, 20 KO).
- 19/06/10 : Rodel Mayol (26-5-2, 20 KO), champion WBC poids mi mouches, perd sa ceinture aux points face à Omar Niño Romero (29-3-2, 11 KO).

### Juillet
- 10/07/10 : Juan Manuel López (29-0, 26 KO), champion WBO poids plumes, bat au second round Bernabe Concepcion (28-4-1, 15 KO).
- 17/07/10 : Fernando Montiel (43-2-2, 33 KO), champion WBC & WBO poids coqs, stoppe au 3e round Rafael Concepción (14-5-1, 8 KO).
- 23/07/10 : Beibut Shumenov (10-1, 6 KO), champion WBA poids mi lourds, bat aux points Vyacheslav Uzelkov (22-1, 14 KO).
- 31/07/10 : Dmitry Pirog (17-0, 14 KO) s'empare du titre vacant de champion WBO poids moyens en stoppant au 5e round Daniel Jacobs (20-1, 17 KO).
- 31/07/10 : Simphiwe Nongqayi (16-1-1, 6 KO), champion IBF poids super mouches, s'incline au 6e face à Juan Alberto Rosas (32-5, 26 KO).
- 31/07/10 : Juan Manuel Márquez (51-5-1, 37 KO), champion WBA et WBO poids légers, conserve aux points ses ceintures contre  Juan Díaz (35-4, 17 KO).

### Août
- 07/08/10 : Devon Alexander (21-0, 13 KO), champion IBF & WBC poids super légers, conserve ses ceintures aux points contre Andriy Kotelnik (31-4-1, 13 KO).
- 07/08/10 : Cory Spinks (37-6, 11 KO), champion IBF poids super welters, perd au 5e round contre son compatriote Cornelius Bundrage (30-4, 18 KO).
- 07/08/10 : Tavoris Cloud (21-0, 18 KO), champion IBF poids mi lourds, domine aux points Glen Johnson (50-14-2, 34 KO).
- 14/08/10 : Jean Pascal (26-1, 16 KO), champion WBC poids mi lourds, conserve son titre aux points face à Chad Dawson (29-1, 17 KO).
- 14/08/10 : Anselmo Moreno (30-1-1, 10 KO), champion WBA poids coqs, bat à nouveau aux points par décision partagée Nehomar Cermeno (20-1, 11 KO).
- 14/08/10 : Miguel Vazquez (26-3, 12 KO) domine Ji Hoon Kim (21-6, 18 KO) à l'unanimité des juges et s'empare du titre vacant de champion IBF poids légers.
- 14/08/10 : Donnie Nietes (27-1-3, 15 KO), champion WBO poids pailles, bat aux points Mario Rodriguez (10-6-3, 7 KO).
- 21/08/10 : Marco Huck (30-1, 23 KO), champion WBO poids lourd légers, bat au 5e round Matt Godfrey (20-2, 10 KO).
- 28/08/10 : Giovanni Segura (25-1-1, 21 KO), champion WBA poids mi mouches, s'empare de la ceinture WBO en mettant KO au 8e round Iván Calderón (34-1-1, 6 KO).

### Septembre
- 01/09/10 : Mzonke Fana (30-4, 12 KO) s'empare du titre vacant de champion IBF poids super plumes aux dépens de Cassius Baloyi (37-5-1, 19 KO).
- 01/09/10 : Moruti Mthalane (26-2, 17 KO), champion IBF poids mouches, stoppe au 5e round Zolani Tete (13-1, 11 KO).
- 03/09/10 : Oleydong Sithsamerchai (34-0-1, 12 KO), champion WBC poids pailles, fait match nul contre Pornsawan Porpramook (22-3-1, 16 KO).
- 04/09/10 : Luis Alberto Lazarte (48-9-1, 18 KO), champion IBF poids mi mouches, s'impose aux points face à Nerys Espinoza (29-6-1, 20 KO).
- 04/09/10 : Julio César Miranda (33-5-1, 26 KO), champion WBO poids mouches, bat à la 9e reprise Ronald Ramos (29-9-3, 15 KO).
- 04/09/10 : Omar Niño Romero (30-3-2, 12 KO), champion WBC poids mi mouches, stoppe au 6e round Ronald Barrera (27-8-2, 17 KO).
- 04/09/10 : Román Martínez (24-1-1, 15 KO), champion WBO poids super plumes, s'incline aux points face à Ricky Burns (29-2, 7 KO).
- 04/09/10 : Jan Zaveck (30-1, 17 KO), champion IBF poids welters, bat aux points Rafal Jackiewicz (36-9-1, 18 KO).
- 04/09/10 : Felix Sturm (33-2-1, 14 KO), champion WBA poids moyens, bat aux points Giovanni Lorenzo (29-3, 21 KO).
- 11/09/10 : Orlando Salido (34-11-2, 22 KO), champion IBF poids plumes, perd aux points contre Yuriorkis Gamboa (19-0, 15 KO), champion WBA, lors du combat de réunification.
- 11/09/10 : Wladimir Klitschko (55-3, 49 KO), champion WBO et IBF poids lourds, l'emporte par KO au 10e round contre Samuel Peter (34-4, 27 KO).
- 11/09/10 : Steve Molitor (33-1, 12 KO), champion IBF poids super coqs, bat aux points Jason Booth (35-6, 15 KO).
- 18/09/10 : Humberto Soto (53-7-2, 32 KO), champion WBC poids légers, bat aux points Fidel Monterrosa Munoz (23-2, 18 KO).
- 20/09/10 : Tomas Rojas (34-12-1, 23 KO) s'empare du titre vacant de champion WBC poids super mouches en dominant aux points Kohei Kono (25-5, 9 KO).
- 20/09/10 : Takashi Uchiyama (16-0, 13 KO), champion WBA poids super plumes, stoppe au 5e round Roy Mukhlis (23-3-2, 18 KO).
- 25/09/10 : Krzysztof Włodarczyk (44-2-1, 32 KO), champion WBC poids lourd légers, bat aux points Jason Robinson (19-6, 11 KO).
- 25/09/10 : Daiki Kameda (18-2, 11 KO), champion WBA poids mouches, l'emporte aux points face à Takefumi Sakata (36-6-2, 17 KO).

### Octobre
- 02/10/10 : Guillermo Jones (37-3-2, 29 KO), champion WBA poids lourd légers, s'impose au 11e round contre Valery Brudov (38-3, 27 KO).
- 08/10/10 : Pongsaklek Wonjongkam (77-3-1, 40 KO), champion WBC poids mouches, bat aux points Suriyan Por Chokchai (14-5-1, 4 KO).
- 15/10/10 : Lucian Bute (27-0, 22 KO), champion IBF poids super moyens, stoppe au 9e round Jesse Brinkley (35-6, 22 KO).
- 16/10/10 : Julio César Miranda (34-5-1, 27 KO), champion WBO poids mouches, stoppe au 2d round Michael Arango (31-10-3, 25 KO).
- 16/10/10 : Vitali Klitschko (41-2, 38 KO), champion WBC poids lourds, domine aux points  Shannon Briggs (51-6-1, 45 KO).
- 16/10/10 : Wilfredo Vázquez Jr. (20-0-1, 17 KO), champion WBO poids super coqs, bat par arrêt de l'arbitre à la 11e reprise Ivan Hernandez (27-5-1, 17 KO).
- 24/10/10 : Toshiaki Nishioka (37-4-3, 23 KO), champion WBC poids super coqs, s'impose aux points face à Rendall Munroe (21-2, 9 KO).
- 30/10/10 : Sebastian Sylvester (34-3-1, 16 KO), champion IBF poids moyens, bat aux points Mahir Oral (28-3-2, 11 KO).

### Novembre
- 05/11/10 : Kwanthai Sithmorseng (31-0-1, 17 KO) s'empare du titre vacant de champion WBA poids pailles aux dépens de Pigmy Kokietgym (42-6-2, 18 KO).
- 06/11/10 : Omar Niño Romero (30-4-2, 12 KO), champion WBC poids mi mouches, perd aux points sa ceinture contre Gilberto Keb Baas (34-20-4, 21 KO).
- 06/11/10 : Juan Manuel López (30-0, 27 KO), champion WBO poids plumes, bat Rafael Márquez (39-6, 35 KO) par abandon à la fin de la 8e reprise.
- 13/11/10 : David Haye (25-1, 23 KO), champion WBA poids lourds, stoppe au 3e round Audley Harrison (27-5, 20 KO).
- 13/11/10 : Manny Pacquiao (52-3-2, 38 KO) s'empare du titre vacant de champion WBC poids super welters après sa victoire aux points contre Antonio Margarito (38-7, 27 KO).
- 20/11/10 : Robert Stieglitz (39-2, 23 KO), champion WBO poids super moyens, bat aux points Enrique Ornelas (30-7, 20 KO).
- 20/11/10 : Sergio Gabriel Martínez (46-2-2, 25 KO), champion WBC poids moyens, met KO au 2e round Paul Williams (39-2, 27 KO).
- 26/11/10 : Hozumi Hasegawa (29-3, 12 KO) remporte le titre vacant de champion WBC poids plumes aux dépens de Juan Carlos Burgos (25-1, 18 KO).
- 26/11/10 : Vitali Tajbert (20-2, 6 KO), champion WBC poids super plumes, s'incline aux points contre Takahiro Aoh (20-2-1, 9 KO).
- 27/11/10 : Miguel Vázquez (27-3, 12 KO), champion IBF poids légers, bat aux points Ricardo Dominguez (32-7-2, 20 KO).
- 27/11/10 : Andre Ward (23-0, 13 KO), champion WBA poids super moyens, conserve sa ceinture aux points face à Sakio Bika (28-5-2, 19 KO).
- 27/11/10 : Juan Manuel Márquez (52-5-1, 38 KO), champion WBA et WBO poids super légers, bat au 9e round  Michael Katsidis (27-2, 22 KO).
- 27/11/10 : Andre Berto (27-0, 21 KO), champion WBC poids welters, stoppe dès le 1er round Freddy Hernandez (29-2, 20 KO).
- 27/11/10 : Carl Froch (27-1, 20 KO) s'empare du titre vacant de champion WBC poids super moyens en dominant aux points Arthur Abraham (31-2, 25 KO).

### Décembre
- 04/12/10 : Humberto Soto (54-7-2, 32 KO), champion WBC poids légers, s'impose aux points contre Urbano Antillon (28-2, 20 KO).
- 04/12/10 : Ricky Burns (30-2, 7 KO), champion WBO poids super plumes, domine aux points Andreas Evensen (13-2, 5 KO).
- 11/12/10 : Juan Alberto Rosas (32-6, 26 KO), champion IBF poids super mouches, perd son titre aux points contre Cristian Mijares (41-6-2, 18 KO).
- 11/12/10 : Amir Khan (24-1, 17 KO), champion WBA poids super légers, bat aux points Marcos Rene Maidana (29-2, 27 KO).
- 11/12/10 : Yonnhy Perez (20-1-1, 14 KO), champion IBF poids coqs, s'incline aux points contre Joseph Agbeko (28-2, 22 KO).
- 17/12/10 : Tavoris Cloud (22-0, 18 KO), champion IBF poids mi lourds, conserve son titre aux points face à Fulgencio Zuniga (24-5-1, 21 KO).
- 18/12/10 : Marco Huck (31-1, 23 KO), champion WBO poids lourd légers, bat aux points par décision partagée Denis Lebedev (21-1, 16 KO).
- 18/12/10 : Luis Alberto Lazarte (48-9-2, 18 KO), champion IBF poids mi mouches, fait match nul contre Ulises Solis (32-2-3, 21 KO).
- 18/12/10 : Jean Pascal (26-1-1, 16 KO), champion WBC poids mi lourds, conserve sa ceinture en faisant match nul contre Bernard Hopkins (51-5-2, 32 KO).
- 23/12/10 : Hugo Fidel Cázares (34-6-2, 24 KO), champion WBA poids super mouches, bat aux points Hiroyuki Hisataka (19-9-1, 8 KO).
- 26/12/10 : Daiki Kameda (19-2, 11 KO), champion WBA poids mouches, domine aux points Silvio Olteanu (11-4, 5 KO).

## Boxe amateur
- Du 4 au 13 juin : championnats d'Europe de boxe amateur 2010.
- Du 15 au 19 juin : championnats panaméricains de boxe amateur 2010.
- Du 9 au 18 septembre : championnats du monde de boxe amateur femmes 2010.
- Du 16 au 26 novembre : compétitions de boxe aux Jeux asiatiques de 2010.

## Principaux décès
- 9 janvier : Antoine Palatis, boxeur français champion de France des poids lourds-légers (1996) et des poids lourds (2000), 40 ans[1].
- 13 janvier : Émile Bentz, boxeur français champion de France des poids mi-lourds (1948), 85 ans.
- 15 mars : Günther Heidemann, boxeur allemand médaillé de bronze des poids welters aux Jeux d’Helsinki en 1952, 78 ans.
- 10 avril : Arthur Mercante, arbitre américain membre de l'International Boxing Hall of Fame depuis 1995, 90 ans.
- 19 avril : Edwin Valero, boxeur vénézuélien champion du monde des poids super-plumes WBA (2006) et des poids légers WBC (2009), 29 ans[2].
- 24 avril : Joseph Bessala, boxeur camerounais médaillé d'argent des poids welters aux Jeux olympiques de Mexico en 1968, 69 ans.
- 24 juin : Kazimierz Paździor, boxeur polonais champion olympique des poids légers aux Jeux de Rome en 1960, 75 ans.
- 12 août : Artur Olech, boxeur polonais médaillé d'argent des poids mouches aux Jeux olympiques de Tokyo en 1964 et de Mexico en 1968, 70 ans[3].
- 21 décembre : Marcel Bazin, entraîneur français, 86 ans.

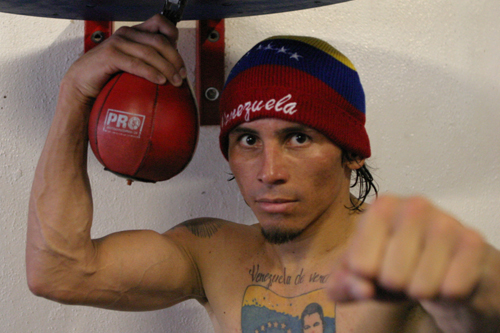
Edwin Valero en 2009
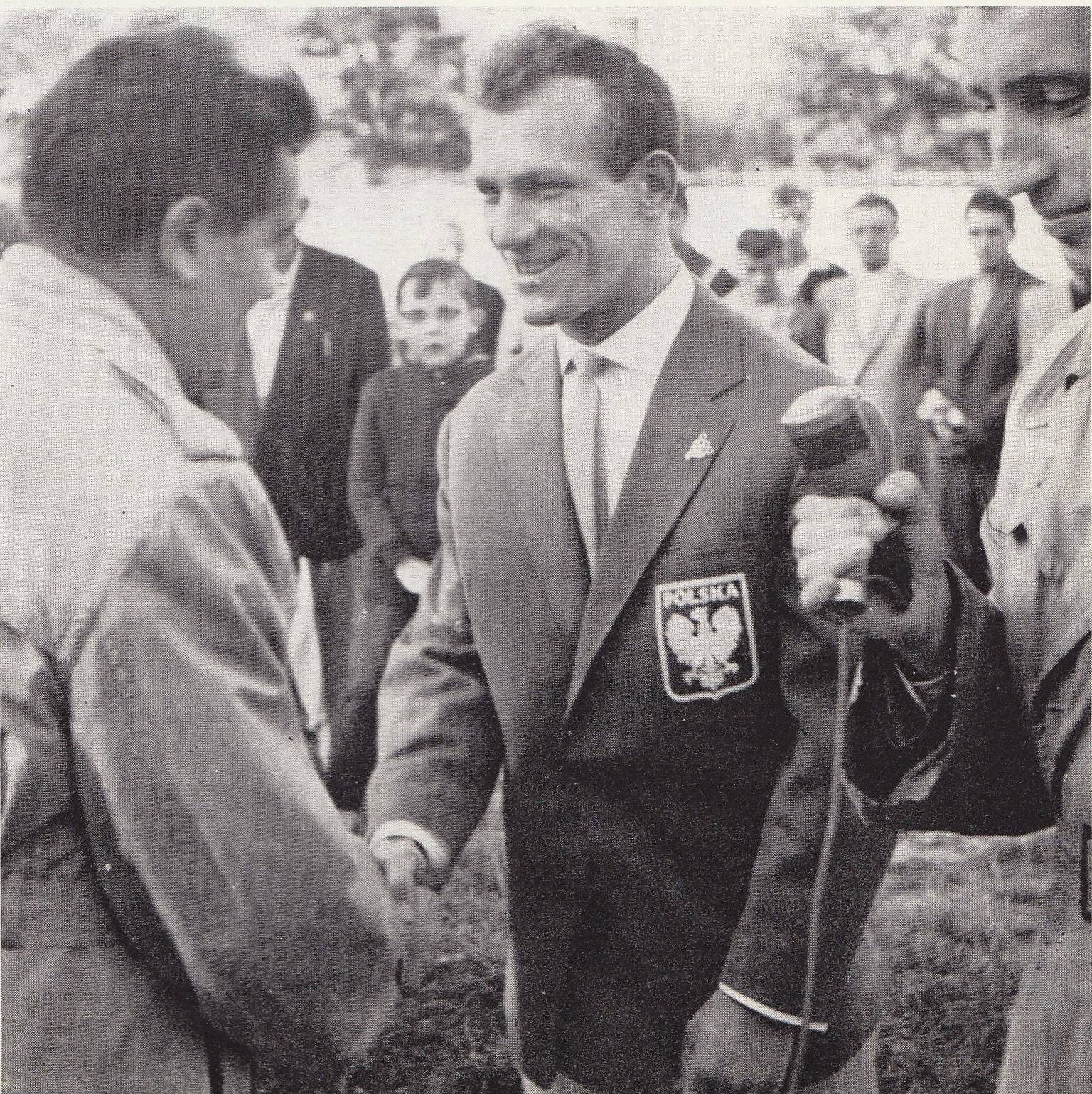
Kazimierz Paździor en 1975